# Рокка-Синибальда
Рокка-Синибальда (итал. Rocca Sinibalda) — коммуна в Италии, располагается в регионе Лацио, в провинции Риети.
Население составляет 836 человек (2008 г.), плотность населения составляет 17 чел./км². Занимает площадь 49 км². Почтовый индекс — 2026. Телефонный код — 0765.
Покровителями коммуны почитаются святые Агапит и Иустин, празднование 1 июня.

## Демография
Динамика населения:

## Администрация коммуны
- Официальный сайт: